# Blacourt

Blacourt este o comună în departamentul Oise, Franța. În 1 ianuarie 2022 avea o populație de 576 de locuitori.